# Tricorii

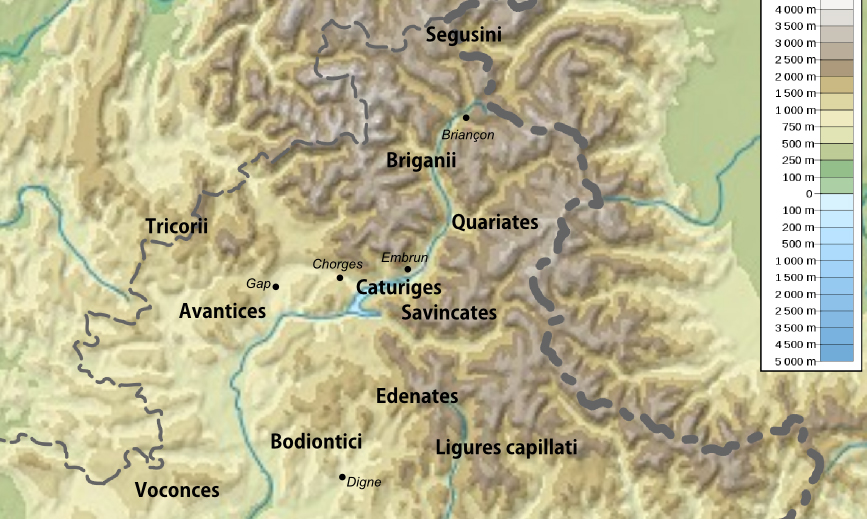
Keltische Stämme der Westalpen

Die Tricorii oder Tricorer (altgriechisch Τρικόριοι; zu deutsch: „die aus drei Heerhaufen bestehen“) waren ein kleiner keltischer Stamm aus der alpenländischen Gallia Narbonensis, der im Tal des Drac siedelte. Die Tricorii sind im Kontext des Alpenzugs des Hannibal für das Jahr 218 v. Chr. belegt, als dieser ihr Siedlungsgebiet passierte. Im Jahr 58 v. Chr. schlossen sie sich dem Zug der Helvetier an.
Die Volksbezeichnung (Ethnonym) Tricorii ist ein zweigliedriges Kompositum aus den urkeltischen Elementen *tris (als Bestimmungswort) für die Ordinalzahl „drei“ und *koryo (festlandkeltisch, gallisch > corio) für „Stamm“. Das Grundwort *koryo steht gleichzeitig für einen aus dem „Stamm“ gebildeten militärischen Verband, ein „Heer“. Indogermanische analoge Bildungen sind gotisch harjis, litauisch kãrias für „Heer“ < indogermanisch *koryo- „Kriegsheer, Krieg“. Aufgrund der auffälligen Bezeichnung der Provinz Trégor in der Bretagne wird vermutet, dass ein Teil der Tricorii dorthin abgewandert ist. Im cornischen Ortsnamenbestand finden sich Belege desselben Namens in den Formen Tregear, Tregeare und Pagus Tricurius (7. Jahrhundert) für das heutige Triggshire.